# La Corruptrice (roman)
La Corruptrice est un roman de Guy des Cars publié en 1952.

## Résumé
Vers 1947 Denys, médecin, écrit ses souvenirs des deux dernières années. Il a été prisonnier de 41 à 45 et a travaillé dès sa libération dans sa ville natale de l'Ouest. Il embauche et loge Marcelle, infirmière de 45 ans qui commence son journal. Vers 42 sa fiancée Christiane a épousé Triel, châtelain, décédé vers 43. Elle rencontre Marcelle puis Denys. Marcelle apprend leur passé, la jalouse et se découvre un cancer qu'elle tait. Elle installe la cancérophobie chez Christiane et ses patients. Elle persuade Christiane qu'elle en a un. Christiane limoge son personnel et disparaît. Marcelle tente en vain de séduire Denys et se suicide. Il récupère son journal, apprend son cancer, la machination, retrouve Christiane à Paris et la persuade qu'elle n'a pas de cancer.

## Critiques
Comme d'autres romans de Guy des Cars, bien que faisant l'objet de tirages importants, La Corruptrice est l'objet de sarcasmes de la part de la critique.